# Анашкино (Устюженский район)
Анашкино — деревня в Устюженском районе Вологодской области.
Входит в состав Никольского сельского поселения, с точки зрения административно-территориального деления — в Никольский сельсовет.
Расстояние по автодороге до районного центра Устюжны — 40 км, до центра муниципального образования деревни Никола — 8 км. Ближайшие населённые пункты — Емельяниха, Костьяново, Осиновик.
По переписи 2002 года население — 8 человек.